# Zdzisław Darasz
Zdzisław Darasz (ur. 1945) – literaturoznawca, słowenista i językoznawca, profesor UW i UŁ.

## Życiorys
Zdzisław Darasz jest specjalistą z zakresu językoznawstwa słowiańskiego i literatury słowiańskiej. W 1979 roku otrzymał stypendium i wyjechał na studia do Słowenii. Pod wpływem słoweńskich literaturoznawców Borisa Paternu i Franca Zadravca zainteresował się słoweńskimi autorami modernistycznymi, zwłaszcza Dragomirem Kette, Josipem Murnem, Otonem Župančičem, Ivanem Cankarem. W 1983 roku opublikował pracę doktorską pod tytułem Od moderny do ekspresjonizmu: o zmianach w słoweńskiej świadomości literackiej (w Słowenii w 1985 roku). W 1995 roku przyznano mu tytuł profesora UŚ za rozprawę Problemy autoidentyfikacji kulturowej i narodowej w literaturze słoweńskiej. Jego teksty były publikowane w słoweńskich czasopismach slawistycznych Sodobnost, Slava, Slavistična revija. Brał również udział w organizowanym przez Centrum języka słoweńskiego jako drugiego/obcego sympozjum o literaturze słoweńskiej Obdobja. Aktualnie współpracuje z Instytutem Slawistyki Zachodniej i Południowej UW oraz Katedrą Slawistyki Południowej UŁ.

## Publikacje
- Od moderny do ekspresjonizmu : z przemian świadomości literackiej Słowenii, Zakład Narodowy im. Ossolińskich, Wrocław 1982 /	Od moderne k ekspresionizmu: o spremembah v slovenski književni zavesti.Ljubljana: Slovenska matica, 1985.
- V iskanju identitete : iz obravnave zgodnje faze razvojnega procesa slovenske vede o književnosti. Obdobje slovenskega narodnega preporoda. Ljubljana : Filozofska fakulteta, Znanstveni inštitut, 1991. 13-18.
- Koledar najinih poslednjih srečanj. Slava.- 6, št.2, (1992/93), str.67-70.
- Metoda literarnozgodovinske sinteze Ivana Prijatelja : pogled od zunaj. Slavistična revija. 42, št. 2/3 (apr.-sep. 1994), str.365-369.
- Oblikovanje idejno-estetskih modelov slovenske literarne kritike v obdobju med svetovnima vojnama. Ljubljana: Znanstveni inštitut Filozofske fakultete, 1994. (Obdobja; 14)., str.23-29.
- Problemy autoidentyfikacji kulturowej i narodowej w literaturze słoweńskiej, Wydawnictwo Uniwersytetu Śląskiego,Katowice1995,
- Studia z historii literatury i kultury Słowian, red. Barbara Czplik Liczyńska, Zdzisław Darasz, Wydawnictwo Uniwersytetu Śląskiego w Katowicach, Katowice 2000